# Novelle per un anno
Le Novelle per un anno sono una raccolta di racconti scritti da Luigi Pirandello tra il 1884 e il 1936.
(R. Luperini, P. Cataldi, L. Marchiani e F. Marchese, La scrittura e l'interpretazione, vol. 3 tomo II, L'età dell'imperialismo: le avanguardie (1903-1925), Palumbo Editore, Palermo 1998, p. 218)

## La prima e l'ultima novella
La produzione novellistica accompagna tutta la vita dell'autore, dalla sua adolescenza sino alla fine della sua vita, ed è più intensa nei primi quindici anni del Novecento: 
- la prima novella è un bozzetto siciliano scritto nel 1884, Capannetta, pubblicata nel giugno 1884 sul supplemento domenicale della Gazzetta del Popolo;
- l'ultima novella, Effetti di un sogno interrotto, esce nel 1936 sul Corriere della Sera, il giorno prima della morte di Pirandello.[1]

## Le prime raccolte fino al 1922
Pirandello pubblica le sue novelle su svariate testate giornalistiche o riviste e le raccoglie in 13 libretti fino al 1922: 
- Amori senza amore (1894),
- Beffe della morte e della vita e Quand'ero matto (1902),
- Quando ero matto... (1902),
- Bianche e nere (1904),
- Erma bifronte (1906),
- Lontano (1908)
- La vita nuda (1910),
- Terzetti (1912),
- Le due maschere (1914),
- La trappola e Erba del nostro orto (1915),
- E domani, lunedì... (1917),
- Un cavallo nella luna (1918),
- Berecche e la guerra e Il Carnevale dei morti (1919).

## Un ciclo unico
Nel 1922 Pirandello decide di progettare un ciclo unico che giunga a raccogliere 365 novelle, con l'editore fiorentino Bemporad disposto a varare un piano editoriale per riorganizzare l'intero corpus della sua produzione novellistica su 24 libri di 15 o più novelle ciascuno (anche se l'autore avrebbe desiderato un singolo, ponderoso volume, o in subordine 12 volumi di 30 o più novelle).
Col titolo unificante di Novelle per un anno, Pirandello si propone una novella al giorno, “... per tutt'un anno, senza che dai giorni, dai mesi o dalle stagioni nessuna abbia tratto la sua qualità”, inserendosi nel solco programmatico del Decameron e de Le mille e una notte, in cui un numero fisso di novelle viene raccontato in un preciso tempo, quasi come un rituale magico ed affabulatorio.

## I primi 15 volumi
Da quell'anno, il 1922, sino al 1937, l'anno successivo alla sua morte, escono allora ben quindici volumi di novelle, subentrando anche la casa editrice milanese Mondadori nella pubblicazione degli ultimi due libri, ma il ciclo rimane comunque incompiuto per la morte dell'autore. I volumi prendono il titolo dalla prima novella che contengono, con l'eccezione del XV, uscito però postumo.
Ogni volume contiene 15 novelle per un totale di 225, anche se in realtà alcune novelle sono divise in più capitoli, conteggiati separatamente nelle prime edizioni; il totale sarebbe quindi di 211, più altre 32 novelle (anche dette novelle estravaganti) rimaste escluse e progressivamente recuperate nelle edizioni successive come Appendice, il che porta il conteggio a 243 novelle secondo l'edizione più recente e completa. 

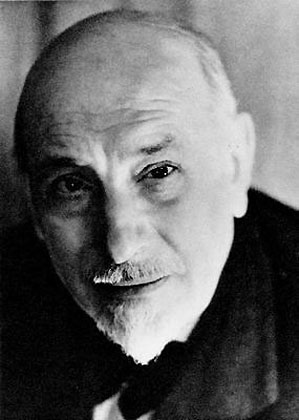
Pirandello negli anni Trenta

- Novelle per un anno, 15 voll., Firenze, Bemporad, 1922-1928; Milano, Mondadori, 1934-1937.

I, Scialle nero, Firenze, Bemporad, 1922.
II, La vita nuda, Firenze, Bemporad, 1922.
III, La rallegrata, Firenze, Bemporad, 1922.
IV, L'uomo solo, Firenze, Bemporad, 1922.
V, La mosca, Firenze, Bemporad, 1923.
VI, In silenzio, Firenze, Bemporad, 1923.
VII, Tutt'e tre, Firenze, Bemporad, 1924.
VIII, Dal naso al cielo, Firenze, Bemporad, 1925.
IX, Donna Mimma, Firenze, Bemporad, 1925.
X, Il vecchio Dio, Firenze, Bemporad, 1926.
XI, La giara, Firenze, Bemporad, 1927.
XII, Il viaggio, Firenze, Bemporad, 1928.
XIII, Candelora, Firenze, Bemporad, 1928.
XIV, Berecche e la guerra, Milano, Mondadori, 1934.
XV, Una giornata, Milano, Mondadori, 1937.

## Struttura della raccolta
I quindici tomi usciti in questo periodo, tuttavia, non sono una semplice ristampa delle raccolte pubblicate in precedenza: Pirandello, da buon umorista, si è divertito a rimescolare le carte, a smembrare i libri vecchi e a confonderli, a cambiare i titoli, a togliere alcune novelle dalle raccolte e ad inserirne altre mai pubblicate se non sui quotidiani.
La poetica pirandelliana vuole che l'autenticità e la verità esistano solo nel caos multiforme del flusso della vita, l'unico stadio in cui possono esistere la libertà e la realtà, ecco che dunque si assiste ad una volontaria scomposizione nella disposizione dei racconti, fatta di novelle giustapposte, senza una cornice, senza un filo logico che le unisca.

## Dalla novella al teatro
Occorre tener presente, poi, che, come già in Giovanni Verga, molte delle novelle sono state trasposte in opere teatrali, con i dovuti adattamenti da parte dell'autore, soprattutto tramite le didascalie e i ritocchi delle circostanze. È il caso di drammi molto famosi, quali:
- Ma non è una cosa seria, tratto dalle novelle La Signora Speranza e Non è una cosa seria
- Pensaci, Giacomino!, tratto dall'omonima novella
- Lumie di Sicilia, tratto dall'omonima novella
- Il gioco delle parti, tratto dalla novella Quando si è capito il giuoco
- Così è (se vi pare), tratto dalla novella La signora Frola e il signor Ponza, suo genero
- La giara, tratta dall'omonima novella
- La patente, tratto dall'omonima novella
- L'uomo dal fiore in bocca, tratto dalla novella La morte addosso
- Il piacere dell'onestà, tratto dalla novella Tirocinio

## Caratteri letterari e stile
- preminenza di dialoghi e monologhi;
- adozione di un registro medio e piano, non privo tuttavia di qualche preziosismo, come toscanismi o dialettismi siciliani;
- lessico settoriale e tecnico;
- negazione e superamento dei moduli veristi;
- narrazione prevalentemente interna ed in prima persona;
- determinismo e darwinismo sociale.

## Ambientazione spaziale
- Novelle siciliane: la Sicilia è spesso rappresentata in una dimensione arcaica e folkloristica, quasi terra del mito e della superstizione;
- Novelle romane: Roma, vista in controluce, burocratica ed impiegatizia, è teatro angusto, grigio per esistenze anonime e meschine della modernità.[9]

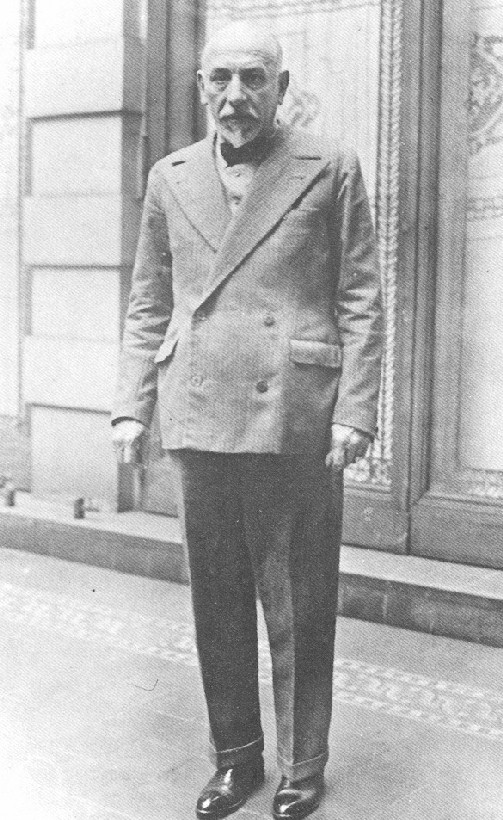
Pirandello nel 1930

## Tematiche e personaggi
- Il nucleo essenziale è quello del dramma quotidiano e privato, che rende, tutti i giorni e nel piccolo microcosmo dei personaggi, l'esistenza un travaglio;
- la famiglia è subita come un peso schiacciante di doveri e responsabilità, un luogo di finzione e adempimento di convenzioni sociali;
- il lavoro è alienato, ripetitivo, deprimente e grigio, poco apprezzato e mal retribuito;
- i personaggi sono spesso degli inetti e dei vinti;
- umorismo e relativismo, già teorizzati nel saggio L'umorismo, sono applicabili alla maggior parte delle novelle, anteriori o posteriori ad esso;
- la maschera (i protagonisti sono paralizzati in ruoli da cui non possono uscire, che si sono attribuiti da soli o che la società ha provveduto ad attribuir loro);
- il paradosso (la rappresentazione utilizza spesso il registro del caricaturale e del grottesco);
- la follia (quando si squarcia, inquietante, l'abisso tetro della pazzia per i protagonisti delle novelle, esplode la tensione accumulata per anni e compromette irrimediabilmente l'equilibrio precario di una normalità solo apparente).

## Ultime novelle
L'ultima serie di novelle, quella a cui Pirandello lavora, dopo la lunga pausa per le occupazioni teatrali, tra il 1931 e la sua morte, rivela una diversità d'impianto e di tono, che ha indotto i critici a parlare di una fase surrealista e metafisica della produzione. Si osserva una drastica riduzione del dialogo e delle parti riflessive ed argomentative in favore del monologo, i racconti volgono verso una dimensione simbolica, onirica, che traduce il viaggio, spesso allucinato, del protagonista nella propria interiorità o nella propria interpretazione degli eventi quotidiani, con una percezione turbata della realtà, dettata dallo stupore di chi la distingue a fatica dal sogno.

## Elenco alfabetico delle novelle
- Acqua amara
- Acqua e lì
- Al valor civile
- Alberi cittadini
- Alla zappa!
- Amicissimi
- Benedizione
- Berecche e la guerra
- Candelora
- Canta l'epistola
- Capannetta
- C'è qualcuno che ride
- Certi obblighi
- Chi fu?
- Chi la paga
- Ciàula scopre la Luna
- Cinci
- Colloqui coi personaggi
- Come gemelle
- Con altri occhi
- Concorso per referendario al Consiglio di Stato
- Creditor galante
- Da sé
- Dal naso al cielo
- Di guardia
- Di sera un geranio
- Dialoghi tra il Gran Me e il piccolo me
- Difesa del Mèola
- Disdetta
- Disdetta (cont. e fine)
- Distrazione
- Donna Mimma
- Dono della vergine Maria
- Due letti a due
- E due!
- Effetti di un sogno interrotto
- Felicità
- Filo d'aria
- Formalità
- Fortuna di esser cavallo
- Frammento di cronaca di Marco Leccio..
- Fuga
- Fuoco alla paglia
- Gioventù
- Guardando una stampa
- I due compari
- I due giganti
- I fortunati
- I galletti del bottajo
- I muricciuoli, un fico, un uccellino
- I nostri ricordi
- I pensionati della memoria
- I piedi sull'erba
- I tre pensieri della sbiobbina
- Ieri e oggi
- Ignare
- Il bottone della palandrana
- Il buon cuore
- Il capretto nero
- Il chiodo
- Il coppo
- Il corvo di Mizzaro
- Il figlio cambiato
- Il «fumo»
- Il gancio
- Il gatto, un cardellino e le stelle
- Il giardinetto lassù
- Il guardaroba dell'eloquenza
- Il libretto rosso
- Il lume dell'altra casa
- Il marito di mia moglie
- Il «no» di Anna
- Il nido
- Il pipistrello [10]
- Il professor Terremoto
- Il signore della nave
- Il sonno del vecchio
- Il tabernacolo
- Il treno ha fischiato
- Il vecchio Dio
- Il ventaglino
- Il viaggio
- Il vitalizio
- In corpore vili
- In silenzio
- Incontro
- La balia
- La berretta di Padova
- La buon'anima
- La camera in attesa
- La carriola
- La casa del Granella
- La casa dell'agonia
- La cassa riposta
- La cattura
- La corona
- La disdetta di Pitagora
- La distruzione dell'uomo
- La fede
- La fedeltà del cane
- La giara
- La lega disciolta
- La levata del sole
- La liberazione del re
- La Madonnina
- La maestrina Boccarmè
- La mano del malato povero
- La maschera dimenticata
- La messa di quest'anno
- La morta e la viva
- La morte addosso
- La mosca
- La patente
- La paura
- La paura del sonno
- La prova
- La rallegrata
- La realtà del sogno
- La ricca
- La rosa
- La scelta
- La signora Frola e il signor Ponza, suo genero
- La signora Speranza
- La signorina
- La tartaruga
- La toccatina
- La tragedia d'un personaggio
- La trappola
- La veglia
- La vendetta del cane
- La verità
- La veste lunga
- La vita nuda
- L'abito nuovo
- L'altro figlio
- L'amica delle mogli
- L'avemaria di Bobbio
- Le dodici lettere
- Le medaglie
- Le sorprese della scienza
- Le tre carissime
- Leonora, addio!
- L'eresia catara
- Leviamoci questo pensiero
- Lillina e Mita
- L'illustre estinto
- L'imbecille
- Lo scaldino
- Lo spirito maligno
- Lo storno e l'Angelo Centuno
- L'ombra del rimorso
- L'ombrello
- L'onda
- Lontano
- L'uccello impagliato
- Lucilla
- Lumie di Sicilia
- L'uomo solo
- L'uscita del vedovo
- Maestro amore
- Male di luna
- Marsina stretta
- Mentre il cuore soffriva
- Mondo di carta
- Musica vecchia
- Natale sul Reno
- Nel dubbio
- Nel gorgo
- Nel segno
- Nell'albergo è morto un tale
- Nené e Ninì
- Nenia
- Niente
- Non è una cosa seria
- Notizie del mondo
- Notte
- O di uno o di nessuno
- Padron Dio
- Pallino e Mimì
- Pallottoline!!!
- Pari
- Paura d'esser felice
- Pena di vivere così
- Pensaci, Giacomino!
- Personaggi
- Pianto segreto
- Piuma
- Prima notte
- Prudenza
- Pubertà
- Quand'ero matto...
- Quando s'è capito il giuoco
- Quando si comprende
- "Requiem aeternam dona eis, Domine!"
- Resti mortali
- Richiamo all'obbligo
- Rimedio: la Geografia
- Risposta
- Ritorno
- Romolo
- Rondone e rondinella
- Scialle nero
- Se...
- Sedile sotto un vecchio cipresso
- Senza malizia
- Servitù
- Sgombero
- Soffio
- Sogno di Natale
- Sole e ombra
- Sopra e sotto
- Spunta un giorno
- Stefano Giogli, uno e due
- Sua maestà
- Superior stabat lupus
- Tanino e Tanotto
- Tirocinio
- Tra due ombre
- Tu ridi
- Tutt'e tre
- Tutto per bene
- Un «goj»
- Un cavallo nella luna
- Un invito a tavola
- Un matrimonio ideale
- Un po' di vino
- Un ritratto
- Una giornata
- Una sfida
- Una voce
- Un'altra allodola
- Un'idea
- Uno di più
- Va bene
- Vexilla regis
- Visita
- Visitare gl'infermi
- Visto che non piove...
- Vittoria delle formiche
- Volare
- Zafferanetta
- Zia Michelina
- Zuccarello distinto melodista

## Adattamenti cinematografici
È del 1954 il film Questa è la vita, in quattro episodi tratti dalle novelle La giara, Il ventaglino, La patente e Marsina stretta, diretti rispettivamente da Giorgio Pàstina, Mario Soldati, Luigi Zampa e Aldo Fabrizi.
I fratelli Taviani hanno tratto due film da alcune delle novelle:
- Kaos del 1984, diviso in quattro episodi tratti dalle novelle L'altro figlio, Male di luna, La giara e Requiem aeternam dona eis, Domine!, più un epilogo liberamente ispirato a Una giornata e Colloqui coi personaggi, mentre Il corvo di Mìzzaro introduce ogni episodio;
- Tu ridi del 1998, dall'omonima novella.

Il solo Paolo Taviani, dopo la morte del fratello, diresse anche il film Leonora addio, in parte adattato dalla novella Il chiodo.
Dalla novella La balia è stato invece tratto l'omonimo film di Marco Bellocchio del 1999.

## Edizioni
- Luigi Pirandello, Novelle per un anno, a cura di Mario Costanzo, Prefazione di Giovanni Macchia, I Meridiani 2 volumi, Arnoldo Mondadori, Milano 1987 EAN: 9788804211921
- Luigi Pirandello, Novelle per un anno, a cura di S. Campailla, Newton Compton, Grandi tascabili economici.I mammut, Roma 2011 ISBN 9788854136601
- Luigi Pirandello, Tutte le novelle, vol. I, II, III, a cura di Lucio Lugnani, Rizzoli, Classici moderni BUR, Milano 2007.
- Luigi Pirandello, Novelle per un anno, vol. I, II, III, a cura di Pietro Gibellini, Scholé, Brescia, 2024 ISBN 9788828406419

### Saggi
- Francesco Flora, Novelle per un anno, in Dizionario Bompiani delle opere e dei personaggi di tutti i tempi e di tutte le letterature, VI, Milano, RCS Libri, 2005  [1947],  pp. 6138-42, ISSN 1825-78870 (WC · ACNP).
- G. Debenedetti, Una giornata di Pirandello, in Saggi critici. Seconda serie, a cura di W. Pedullà, Marsilio, Venezia 1990 (ma il saggio è del 1937);
- B. Terracini, Le “Novelle per un anno” di Luigi Pirandello, in  Analisi stilistica. Teoria, storia, problemi, Feltrinelli, Milano 1966;
- G. Taviani, Dalla parola al silenzio: le “Novelle per un anno” di Luigi Pirandello, in “Allegoria”, n. 37, gennaio – aprile 2001.
- AA. VV., Le novelle di Pirandello, Atti del VI Convegno internazionale di Studi Pirandelliani, a cura di Stefano Milito, Edizioni del Centro Nazionale di Studi Pirandelliani, Agrigento 1980. Saggi di G. Petronio, L. Lugnani, U.SchulzBushhaus.
- AA.VV., Attualità di Pirandello, a cura di E. Lauretta, Atti del 45º convegno internazionale di studi pirandelliani, Edizioni Metauro, Pesaro 2008, Saggi di Puppa, Guaragnella, Giovanelli, Ghisalberti, Corsinovi, Grignani, Tessari, Napoli, Kertesz-Vial, Orsini, De Michele, Sanguinetti-Katz, Pavone, Casella, Van den Bossche, Bronowski, Krysinski, Franini, Bernardi, Vitti-Alexander. ISBN 978-88-6156-037-6
- AA. VV., Metamorfosi della novella, Bastoni Foggia 1985.
- F. Grilli, L’arte novellistica di Pirandello, Longo, Ravenna 1980.
- G. Guglielmi, Mondo di carta, in Ironia e negazione, Einaudi Torino 1974.
- F. Petroni, La strategia del cedimento. Luigi Pirandello, La mano del malato povero, in Otto/Novecento, Nuova Serie, 1, 2000.
- G. Pirodda, Il relativismo pirandelliano nelle “Novelle per un anno”. Ideologia e forma narrativa, in AA. VV., Letteratura e società. Scritti di italianistica e di critica letteraria per il XXV anniversario dell’insegnamento di Giuseppe Petronio, Palumbo Palermo 1980.
- Romano Luperini, L'allegoria del moderno, Editori Riuniti, Roma 1990.
- Angela Fariello, Elogio della pazzia nelle Novelle per un anno, in "l'Abaco", Annuario di critica letteraria, teatrale e cinematografica diretto da Rocco Paternostro, anno IV-VII numero 4-7, 2005-2008, pp. 151-164, Nettuno, Ugo Magnanti editore, Roma, Aracne editrice, 2010.

### Letterature scolastiche
- E. Raimondi, Tempi e immagini della letteratura, vol. 5 Naturalismo, Simbolismo e primo Novecento, Paravia Bruno Mondadori, Milano 2004, pp.695-706.
- Baldi, Giusso, Razetti, Zaccaria, Dal testo alla storia, dalla storia al testo, Vol. F, Il Decadentismo, Paravia, Torino 1994, pp.400-406.
- Luperini-Cataldi-Marchiani-Marchese, La scrittura e l'interpretazione, Vol.3 Tomo II, L'età dell'imperialismo:le avanguardie (1903-1925), Palumbo Editore, Palermo 1998,, pp.216-218.
- Cesare Segre-Clelia Martignoni, Testi nella storia, vol.4, Il Novecento, Bruno Mondadori, Milano 1992, p. 304.